# Cooking Mama: Cook Off
Cooking Mama: Cook Off (Cooking Mama: Minna to Issho ni Oryouri Taikai!) é um jogo de vídeo game para o console WiiO jogo foi lançado no Japão em 8 de fevereiro de 2007, em 20 de março de 2007 na América do Norte. Na Australia o jogo foi lançado em 17 de maio de 2007, na Europa o jogo fora lançado em maio., o jogo foi desenvolvido pela Office Create e publicado pela Taito no Japão, pela Majesco Entertainment na América do Norte, e pela 505 Game Street na Europa e Austrália. O jogo é a seqüência do jogo Cooking Mama para o Nintendo DS.
O jogo foi lançado no Japão em 8 de fevereiro de 2007, em 20 de março de 2007 na América do Norte. Na Australia o jogo foi lançado em 17 de maio de 2007, na Europa o jogo fora lançado em maio. O jogo tem múltiplos reviews.

## Jogabilidade
Cooking Mama: Cook Off é um simulador de cozinha, onde refeições são completadas em uma série de pequenos minigames. Cada minigame representa uma parte no processo de preparação de uma refeição, para a realização completa de uma refeição são necessárias cerca de 12 minigames. Os jogadores utilizam o Wii Remote para interagir como na vida real, com movimentos do tipo rolar, cortar, passar, esfaquear. 
O jogo possui um total de 55 receitas diferentes usando cerca de 300 ingredientes. No inicio do jogo o número de receitas e ingredientes são relativamente pequenas, novas receitas são desbloqueadas ao termino de cada. As receitas disponíveis são mostradas no livro de receitas, com uma pequena bandeira nacional pertencente a origem da refeição.

## Recepção
O jogo recebeu alguns títulos e premiações do ramo de jogos eletrônicos, como o título de "Best Game of CES 2007". Porém, em alguns sites especializados,o jogo recebeu críticas e notas de avaliações baixas. No site IGN o jogo recebeu nota 5.8 de 10, na revista Japonesa Famitsu o jogo recebeu nota 29 de 40.